# FINA Water Polo World League 2014 (maschile)
La World League maschile di pallanuoto 2014 (FINA Water Polo World League 2014) è stata la 13ª edizione della manifestazione che viene organizzata annualmente dalla FINA. Il torneo si è svolto in due fasi, un turno di qualificazione e la Super Final, che si è disputata per la prima volta negli Emirati Arabi Uniti, a Dubai, dal 16 al 21 giugno 2014.
La competizione è partita ufficialmente il 12 novembre 2013 con i gironi di qualificazione europei, mentre il torneo intercontinentale di qualificazione si è giocato nel maggio 2014.

## Turno di qualificazione

### Europa
Le 10 squadre europee sono state divise in tre gironi disputati con gare di andata e ritorno dal 12 novembre 2013 al 15 aprile 2014. Si sono qualificate alla Super Final le prime in classifica dei gironi A e B (da tre squadre) e le prime due del girone C (da quattro squadre).

#### Gruppo A
|    | Squadra | Pti | G | V | VR | PR | P | GF | GS | DR  |
| -- | ------- | --- | - | - | -- | -- | - | -- | -- | --- |
| 1. | Serbia  | 12  | 4 | 4 | 0  | 0  | 0 | 51 | 25 | +26 |
| 2. | Russia  | 3   | 4 | 1 | 0  | 0  | 3 | 37 | 44 | -7  |
| 3. | Romania | 3   | 4 | 1 | 0  | 0  | 3 | 28 | 47 | -19 |

| Data     | Ora   | Sede       | Gara    | Gara | Gara    |
| -------- | ----- | ---------- | ------- | ---- | ------- |
| 12-11-13 | 19:00 | Čechov     | Russia  | 15-5 | Romania |
| 10-12-13 | 18:00 | Belgrado   | Serbia  | 18-6 | Romania |
| 14-01-14 | 19:00 | Kazan'     | Russia  | 8-12 | Serbia  |
| 11-02-14 | 19:00 | Bucarest   | Romania | 13-7 | Russia  |
| 11-03-14 | 20:00 | Bucarest   | Romania | 4-7  | Serbia  |
| 15-04-14 | 20:00 | Kragujevac | Serbia  | 14-7 | Russia  |

#### Gruppo B
|    | Squadra  | Pti | G | V | VR | PR | P | GF | GS | DR |
| -- | -------- | --- | - | - | -- | -- | - | -- | -- | -- |
| 1. | Ungheria | 9   | 4 | 2 | 1  | 1  | 0 | 37 | 33 | +4 |
| 2. | Grecia   | 5   | 4 | 1 | 1  | 0  | 2 | 36 | 38 | -2 |
| 3. | Croazia  | 4   | 4 | 0 | 1  | 2  | 1 | 34 | 36 | -2 |

| Data     | Ora   | Sede     | Gara     | Gara        | Gara     |
| -------- | ----- | -------- | -------- | ----------- | -------- |
| 12-11-13 | 19:00 | Miskolc  | Ungheria | 8-5         | Grecia   |
| 10-12-13 | ??:?? | Zagabria | Croazia  | 11-12 (dtr) | Grecia   |
| 14-01-14 | 18:00 | Sebenico | Croazia  | 7-8 (dtr)   | Ungheria |
| 11-02-14 | 19:00 | Atene    | Grecia   | 11-12       | Ungheria |
| 11-03-14 | 20:00 | Patrasso | Grecia   | 8-7         | Croazia  |
| 15-04-14 | 19:00 | Pécs     | Ungheria | 9-10 (dtr)  | Croazia  |

#### Gruppo C
|    | Squadra    | Pti | G | V | VR | PR | P | GF | GS | DR  |
| -- | ---------- | --- | - | - | -- | -- | - | -- | -- | --- |
| 1. | Montenegro | 15  | 6 | 5 | 0  | 0  | 1 | 64 | 52 | +12 |
| 2. | Italia     | 15  | 6 | 5 | 0  | 0  | 1 | 68 | 55 | +13 |
| 3. | Slovacchia | 3   | 6 | 1 | 0  | 0  | 5 | 55 | 66 | -11 |
| 4. | Germania   | 3   | 6 | 1 | 0  | 0  | 5 | 54 | 68 | -14 |

| Data     | Ora   | Sede        | Gara       | Gara  | Gara       |
| -------- | ----- | ----------- | ---------- | ----- | ---------- |
| 12-11-13 | 19:00 | Berlino     | Germania   | 7-12  | Italia     |
| 12-11-13 | 18:00 | Budua       | Montenegro | 13-11 | Slovacchia |
| 10-12-13 | 20:00 | Budua       | Montenegro | 11-8  | Italia     |
| 10-12-13 | 20:00 | Amburgo     | Germania   | 10-9  | Slovacchia |
| 14-01-14 | 20:00 | Bergamo     | Italia     | 12-5  | Slovacchia |
| 14-01-14 | 18:00 | Castelnuovo | Montenegro | 13-10 | Germania   |
| 11-02-14 | 20:00 | Torino      | Italia     | 12-10 | Germania   |
| 11-02-14 | 17:30 | Nováky      | Slovacchia | 5-8   | Montenegro |
| 11-03-14 | 20:00 | Bari        | Italia     | 10-9  | Montenegro |
| 11-03-14 | 18:30 | Bratislava  | Slovacchia | 12-9  | Germania   |
| 01-04-14 | 18:00 | Košice      | Slovacchia | 13-14 | Italia     |
| 15-04-14 | 19:00 | Krefeld     | Germania   | 8-10  | Montenegro |

### Torneo intercontinentale
Il torneo di qualificazione intercontinentale si è svolto dal 27 maggio al 1º giugno 2014 a Shanghai, in Cina. Le squadre sono state divise in due gironi all'italiana; le prime due di ciascun girone e la migliore terza hanno ottenuto la qualificazione per la Super Final.

#### Gruppo A
|    | Squadra    | Pti | G | V | VR | PR | P | GF | GS | DR  |
| -- | ---------- | --- | - | - | -- | -- | - | -- | -- | --- |
| 1. | Australia  | 9   | 3 | 3 | 0  | 0  | 0 | 38 | 26 | +12 |
| 2. | Canada     | 6   | 3 | 2 | 0  | 0  | 1 | 30 | 27 | +3  |
| 3. | Kazakistan | 3   | 3 | 1 | 0  | 0  | 2 | 23 | 26 | -3  |
| 4. | Giappone   | 0   | 3 | 0 | 0  | 0  | 3 | 26 | 38 | -12 |

| Data     | Ora   | Gara       | Gara  | Gara      |
| -------- | ----- | ---------- | ----- | --------- |
| 27-05-14 | 16:20 | Kazakistan | 10-7  | Giappone  |
| 27-05-14 | 19:00 | Australia  | 11-10 | Canada    |
| 28-05-14 | 16:20 | Canada     | 12-10 | Giappone  |
| 28-05-14 | 19:00 | Kazakistan | 7-11  | Australia |
| 29-05-14 | 16:20 | Kazakistan | 6-8   | Canada    |
| 29-05-14 | 19:00 | Australia  | 16-9  | Giappone  |

#### Gruppo B
|    | Squadra     | Pti | G | V | VR | PR | P | GF | GS | DR  |
| -- | ----------- | --- | - | - | -- | -- | - | -- | -- | --- |
| 1. | Stati Uniti | 6   | 2 | 2 | 0  | 0  | 0 | 25 | 14 | +11 |
| 2. | Brasile     | 3   | 2 | 1 | 0  | 0  | 1 | 21 | 19 | +2  |
| 3. | Cina        | 0   | 2 | 0 | 0  | 0  | 2 | 12 | 25 | -13 |

| Data     | Ora   | Gara        | Gara  | Gara        |
| -------- | ----- | ----------- | ----- | ----------- |
| 20-05-14 | 17:40 | Cina        | 4-14  | Stati Uniti |
| 20-05-14 | 17:40 | Cina        | 8-11  | Brasile     |
| 21-05-14 | 17:40 | Stati Uniti | 11-10 | Brasile     |

## Super Final
Le otto squadre qualificate sono state divise in due gironi all'italiana: in base alla classifica dei due gruppi, si sono stabiliti gli accoppiamenti per la fase a eliminazione diretta.

### Fase a gironi

#### Gruppo A
|    | Squadra    | Pti | G | V | VR | PR | P | GF | GS | DR  |
| -- | ---------- | --- | - | - | -- | -- | - | -- | -- | --- |
| 1. | Serbia     | 9   | 3 | 3 | 0  | 0  | 0 | 47 | 18 | +29 |
| 2. | Montenegro | 6   | 3 | 2 | 0  | 0  | 1 | 29 | 27 | +2  |
| 3. | Brasile    | 3   | 3 | 1 | 0  | 0  | 2 | 21 | 36 | -15 |
| 4. | Cina       | 0   | 3 | 0 | 0  | 0  | 3 | 26 | 42 | -16 |

| Data     | Ora   | Gara       | Gara | Gara       |
| -------- | ----- | ---------- | ---- | ---------- |
| 16-06-14 | 15:50 | Serbia     | 21-9 | Cina       |
| 16-06-14 | 18:30 | Brasile    | 5-15 | Montenegro |
| 17-06-14 | 15:50 | Brasile    | 12-9 | Cina       |
| 17-06-14 | 18:30 | Serbia     | 14-5 | Montenegro |
| 18-06-14 | 15:50 | Serbia     | 12-4 | Brasile    |
| 18-06-14 | 18:30 | Montenegro | 9-8  | Cina       |

#### Gruppo B
|    | Squadra     | Pti | G | V | VR | PR | P | GF | GS | DR  |
| -- | ----------- | --- | - | - | -- | -- | - | -- | -- | --- |
| 1. | Ungheria    | 9   | 3 | 3 | 0  | 0  | 0 | 37 | 17 | +20 |
| 2. | Australia   | 3   | 3 | 1 | 0  | 0  | 2 | 21 | 25 | -4  |
| 3. | Stati Uniti | 3   | 3 | 1 | 0  | 0  | 2 | 25 | 33 | -8  |
| 4. | Canada      | 3   | 3 | 1 | 0  | 0  | 2 | 22 | 30 | -8  |

| Data     | Ora   | Gara        | Gara | Gara        |
| -------- | ----- | ----------- | ---- | ----------- |
| 16-06-14 | 14:30 | Ungheria    | 11-5 | Australia   |
| 16-06-14 | 17:10 | Stati Uniti | 12-9 | Canada      |
| 17-06-14 | 14:30 | Ungheria    | 10-3 | Canada      |
| 17-06-14 | 17:10 | Stati Uniti | 4-8  | Australia   |
| 18-06-14 | 14:30 | Ungheria    | 16-9 | Stati Uniti |
| 18-06-14 | 17:10 | Australia   | 8-10 | Canada      |

### Fase a eliminazione diretta
|  | Quarti di finale | Quarti di finale |                |           | Semifinali                | Semifinali                |  |  | Finale         | Finale |
|  |                  |                  |                |           |                           |                           |  |  |                |        |
|  | 19-06-14 14:30   |                  |                |           |                           |                           |  |  |                |        |
|  |                  |                  |                |           |                           |                           |  |  |                |        |
|  | Montenegro       | 10               |                |           |                           |                           |  |  |                |        |
|  | Montenegro       | 10               | 20-06-14 17:10 |           |                           |                           |  |  |                |        |
|  | Stati Uniti      | 4                |                |           |                           |                           |  |  |                |        |
|  | Stati Uniti      | 4                | Montenegro     | 8         |                           |                           |  |  |                |        |
|  | 19-06-14 18:30   |                  | Montenegro     | 8         |                           |                           |  |  |                |        |
|  |                  | Ungheria         | 10             |           |                           |                           |  |  |                |        |
|  | Cina             | Ungheria         | 10             | 5         |                           |                           |  |  |                |        |
|  | Cina             |                  | 21-06-14 18:30 | 5         |                           |                           |  |  |                |        |
|  | Ungheria         | 13               |                |           |                           |                           |  |  |                |        |
|  | Ungheria         | 13               | Ungheria       | 6         |                           |                           |  |  |                |        |
|  | 19-06-14 15:50   |                  | Ungheria       | 6         |                           |                           |  |  |                |        |
|  |                  | Serbia           | 10             |           |                           |                           |  |  |                |        |
|  | Brasile          | Serbia           | 10             | 7         |                           |                           |  |  |                |        |
|  | Brasile          | 20-06-14 18:30   |                | 7         |                           |                           |  |  |                |        |
|  | Australia        | 14               |                |           |                           |                           |  |  |                |        |
|  | Australia        | 14               | Australia      | 5         | Finale per il terzo posto | Finale per il terzo posto |  |  |                |        |
|  | 19-06-14 17:10   |                  | Australia      | 5         | Finale per il terzo posto | Finale per il terzo posto |  |  |                |        |
|  |                  | Serbia           | 12             |           |                           |                           |  |  |                |        |
|  | Serbia           | Serbia           | 12             | 16        | Montenegro                | 12                        |  |  |                |        |
|  | Serbia           |                  |                | 16        | Montenegro                | 12                        |  |  |                |        |
|  | Canada           | 11               |                | Australia | 9                         |                           |  |  |                |        |
|  | Canada           | 11               |                |           | 9                         |                           |  |  |                |        |
|  |                  |                  |                |           |                           |                           |  |  | 21-06-14 17:10 |        |
|  |                  |                  |                |           |                           |                           |  |  |                |        |

|  | Semifinali 5º/8º posto | Semifinali 5º/8º posto | Semifinali 5º/8º posto |        |             | Finale 5º posto | Finale 5º posto | Finale 5º posto |  |
|  |                        |                        |                        |        |             |                 |                 |                 |  |
|  | Stati Uniti            | Stati Uniti            | 15                     |        |             |                 |                 |                 |  |
|  | Stati Uniti            | Stati Uniti            | 15                     |        |             |                 |                 |                 |  |
|  | Cina                   | Cina                   | 5                      |        |             |                 |                 |                 |  |
|  | Cina                   | Cina                   | 5                      |        | Stati Uniti | Stati Uniti     | 14              |                 |  |
|  |                        |                        |                        |        | Stati Uniti | Stati Uniti     | 14              |                 |  |
|  |                        |                        | Canada                 | Canada | 11          |                 |                 |                 |  |
|  | Brasile                | Brasile                | Canada                 | Canada | 11          | 13              |                 |                 |  |
|  | Brasile                | Brasile                |                        |        |             | 13              |                 |                 |  |
|  | Canada (dtr)           | Canada (dtr)           | 14                     |        |             | Finale 7º posto | Finale 7º posto | Finale 7º posto |  |
|  | Canada (dtr)           | Canada (dtr)           | 14                     |        |             |                 |                 |                 |  |
|  |                        |                        |                        |        |             |                 |                 |                 |  |
|  |                        |                        |                        |        |             | Cina            | Cina            | 7               |  |
|  |                        |                        |                        |        |             | Cina            | Cina            | 7               |  |
|  |                        |                        |                        |        |             | Brasile         | Brasile         | 8               |  |

## Classifica finale
| Pos. | Squadra     |
| ---- | ----------- |
|      | Serbia      |
|      | Ungheria    |
|      | Montenegro  |
| 4    | Australia   |
| 5    | Stati Uniti |
| 6    | Canada      |
| 7    | Brasile     |
| 8    | Cina        |